# Infrastructures (aéronautique)
La notion d'infrastructures regroupe l'ensemble des moyens techniques au sol mis à la disposition des aéronefs, pour décoller, atterrir, ainsi que les aides à la navigation et à l'atterrissage.

## Les terrains d'aviation
- Liste d'aéroports

## Les aides à la navigation
- VOR

Le VOR (VHF Omnidirectional Range) est une aide à la navigation permettant de connaître toute route magnétique en direction ou en éloignement de la station.
- DME

Le DME (Distance Measuring Equipement) est une aide à la navigation permettant de connaître la distance mesurée par rapport à la station.
- Radiobalise

Les radiobalises sont des émetteurs à rayonnement omnidirectionnel dans la gamme des hautes fréquences (HF) et exploitées à bord des avions à l'aide du radiocompas.
- NDB

Le NDB (Non Directional Beacon) est une aide à la navigation qui reste encore le système le plus utilisé au Monde dans le domaine de l'aéronautique.

## Les aides à l'atterrissage
- Balisage lumineux

Composante essentielle des aides à l'atterrissage, le balisage d'aérodrome comprend : le balisage axial, le balisage de piste, le balisage des voies de circulation et des aires de stationnement.
- PAPI

Le Papi est une aide visuelle à l'atterrissage où l'angle de descente est matérialisé par des secteurs lumineux de couleurs différentes.
- Approach lights

Les approach lights situés en extrémités de piste donnent l'axe d'atterrissage.
- ILS

L'ILS (Instrument Landing System) est un système d'aide à l'atterrissage qui permet aux aéronefs d'arriver à proximité de la piste et fonction du classement de l'installation jusqu'au guidage sol sur l'axe de piste.
- MLS

Le MLS (Microwave Landing System)
Ce système est une évolution de l'ILS. Il permet de déterminer des trajectoires courbes et donc une approche de la piste à partir de plusieurs points d'entrée ainsi qu'un taux de descente adaptable aux performances de différents appareils. Le développement de ce système est en concurrence avec celui des nouveaux systèmes basés sur la navigation satellitaire et son avenir est incertain.